# Tatár-likak
Tatár-likaknak nevezik a balatonkenesei Soós-hegy oldalában megbúvó 9 mesterséges üreget. A védett üregek a Balatonkenesei Tátorjános Természetvédelmi Területhez tartoznak. Régészeti leletek kerültek elő belőlük.

## Leírás
A meredek löszfalban összesen 9 üreg található. Míg az alsó Tatár-likakhoz alig kell valamit mászni, a legfelső társaik csak kötéllel közelíthetőek meg. A legalsó üreg (amelyhez alig kell valamit mászni), a harmadik számot viseli. Ezek az üregek egykor szegények otthonául szolgáltak. Az 1., 2., és 7. számú üregek csak kötéltechnikai eszközök használatával közelíthetők meg. A Tatár-likak régészeti lelőhely-azonosító száma 7474.
1976-ban voltak először Tatár-likaknak nevezve az üregek az irodalomban. Az üregcsoport előfordul irodalmában Kenesei földbevájt lukak (Bertalan, Schőnviszky 1976), Tatárlikak (Jankó 1902), tatár lyukak (Lóczy 1905), Török-likak (Bertalan, Schőnviszky 1976) és Töröklikak (Dömötör 1943) neveken is.

## Kutatástörténet

### 1902-ig
Az 1834. évi Tudományos Gyűjteményben kiadott, Oláh János által írt beszámolóban szó van arról, hogy érdemes megtekinteni Kenesének közvetlenül az alsó részén, a Balaton partján lévő bújólyukakat, melyekbe egykor Kenese lakói rejtőztek a török pusztítás idején. Ahol be vannak vájva ezek a tanyák, ott a vízpart kb. 7–8 öl magas függőlegesen mérve. A part nagy része leomlott, ezért egyik-másik lyuknak csak a belső, füstös falai láthatók. A partoldal alacsony részén azonban csaknem teljes épségében megmaradt egy búvóhely, melybe könnyű felmenni a leomlott part földjéről. Ebben halászok tartják hálóikat és egyéb eszközeiket. Innen nagyon jól lehet látni a halászatot.
A Horváth Bálint által írt, 1848-ban megjelent könyv szerint megtekintésre méltók a Kenese alján, vízpartban lévő búvólyukak, melyekbe régen Kenese lakói rejtőztek. Azokban a szomorú időkben menekültek ide, mikor a törökök ezen a környéken dúltak. Ahol ezek a tanyák vannak, ott a part kb. 7–8 öl magas függőlegesen. A part nagy része leomlott, ezért némelyik lyuknak csak a belső, füstös falai maradtak meg. Fényes Elek 1851-ben napvilágot látott földrajzi szótárában az van írva, hogy Kenesén, a tópart oldalban látni lehet néhány kivájt, füstös üreget, amelyek régen a lakosok menedékei voltak, most pedig a halászok tartják bennük eszközeiket.
A Jankó János által írt, 1902-ben megjelent tanulmányban az olvasható, hogy etnográfiai szempontból a Balatonaligán lévő Simon-lik (a Simon-likban élő Simon István lakása) egymagában semmi esetre sem típus, legfeljebb érdekes kuriózum, de típussá teszi az, hogy ilyen barlanglakás a Balaton környékén több is volt és van ott, ahol az ilyen üregek ásására alkalmas pontusi homokos agyag előfordul. A troglodita lakások (barlangban lakó emberek lakása) legnevezetesebb előfordulási helye a Balaton környékén lévő Kenesén volt. Ezek azonban nem annyira híresek, mint a Simon-lik, de néprajzi jelentőségük sokkal nagyobb, mert sok van belőlük.

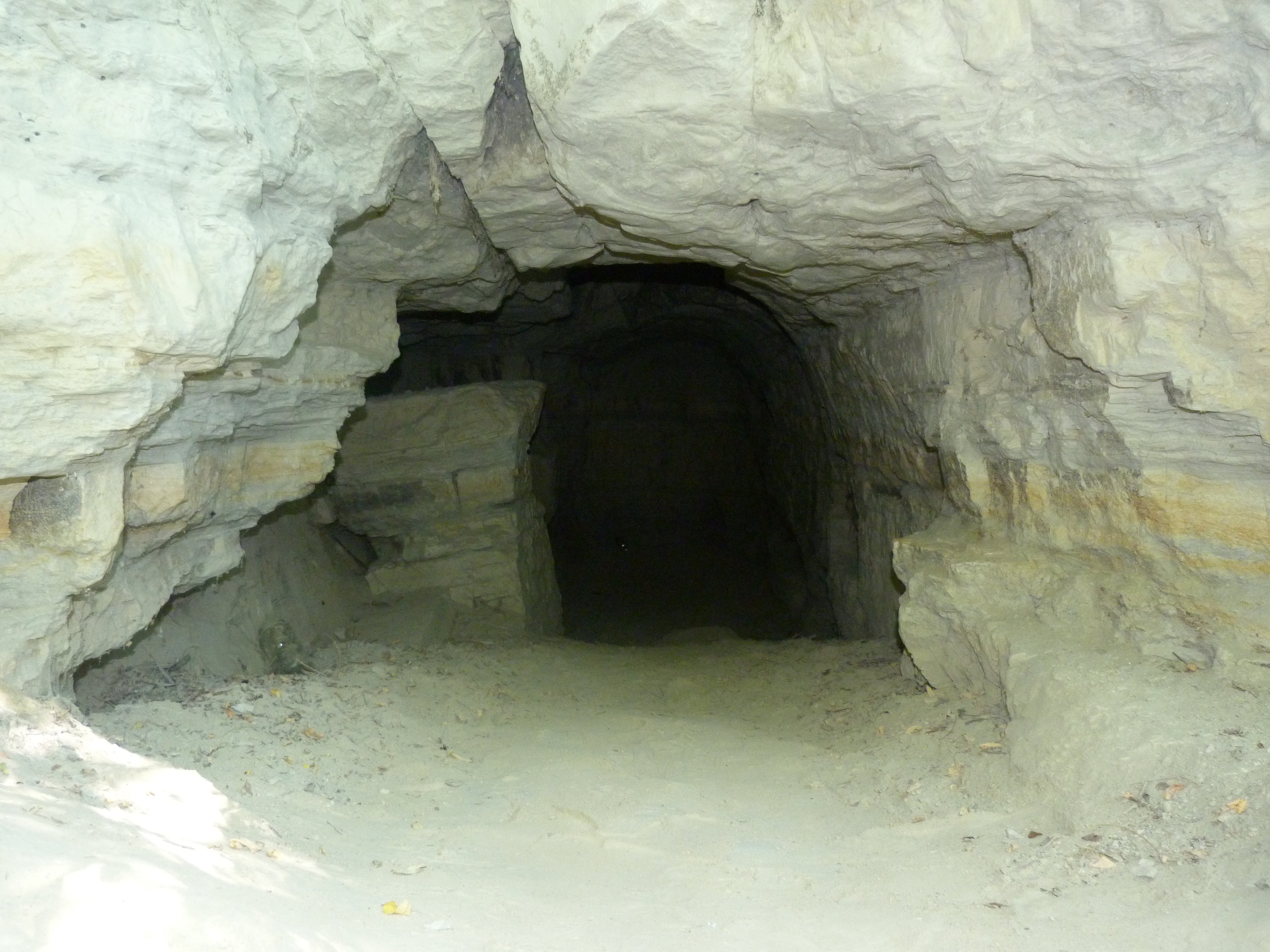
A 9. számú Tatár-lik belseje 2015-ben

Keneséről a Balaton partjára lesétálva, azt az utat követve, mely lent a tóparton a szőlők alatt a fürdőtelephez vezet, rögtön észre lehet venni, hogy a partoldalban, melynek itt a legmagasabb pontja 175 m tszf. magasságban, a Balaton vízszintjétől pedig 71 m-rel magasabban van, egy sornyi barlang fekszik. A partnak ezt a részét Magos partoknak (Partfőnek), a barlangokat pedig Tatárlikaknak nevezik. Az üregeknek helyet adó meredek fal magassága (felső peremétől az aljában található törmeléklejtőig) kb. 40 m. Ebben a falban a barlangok különböző magassági szinteken helyezkednek el.
Összesen kilenc barlang van, amelyek öt különböző magassági szinten fekszenek. (A Lóczy Lajos által 1891-ben készített fényképen 10 barlang látható a Partfőben. Amikor – 1894-ben – Jankó János átkutatta a barlangokat, már csak 9 volt, a tizediket egy új omlás teljesen eltemette. 1894-től 1901-ig a barlangok száma nem változott, ahogy azt az 1901-ben készített fénykép – a tanulmányban lévő 3. ábra – bizonyítja.) Az üregek közül a legfelső üreg (1. számú barlang) van legnyugatabbra (ez a barlang 3. ábra bal oldalán látható), mely a partfal peremétől kb. 20 m-rel lejjebb van. A második üreg (2. számú barlang) alacsonyabban lévő magassági szinten van. Ezen a szinten található (a mellékelt kép bal oldaláról, azaz Ny-ról jobbra, azaz K-re haladva) a 2., 5. és 7. számú három barlang. A harmadik szinten helyezkedik el a 3. és 6. számú két barlang. A negyedik, vagyis utolsóelőtti szinten vannak a 4. és 9. számú barlangok, az ötödik szinten pedig, mely jelenleg már a törmeléklejtő felső széle alá került, egyetlen barlang (8. számú barlang) található.

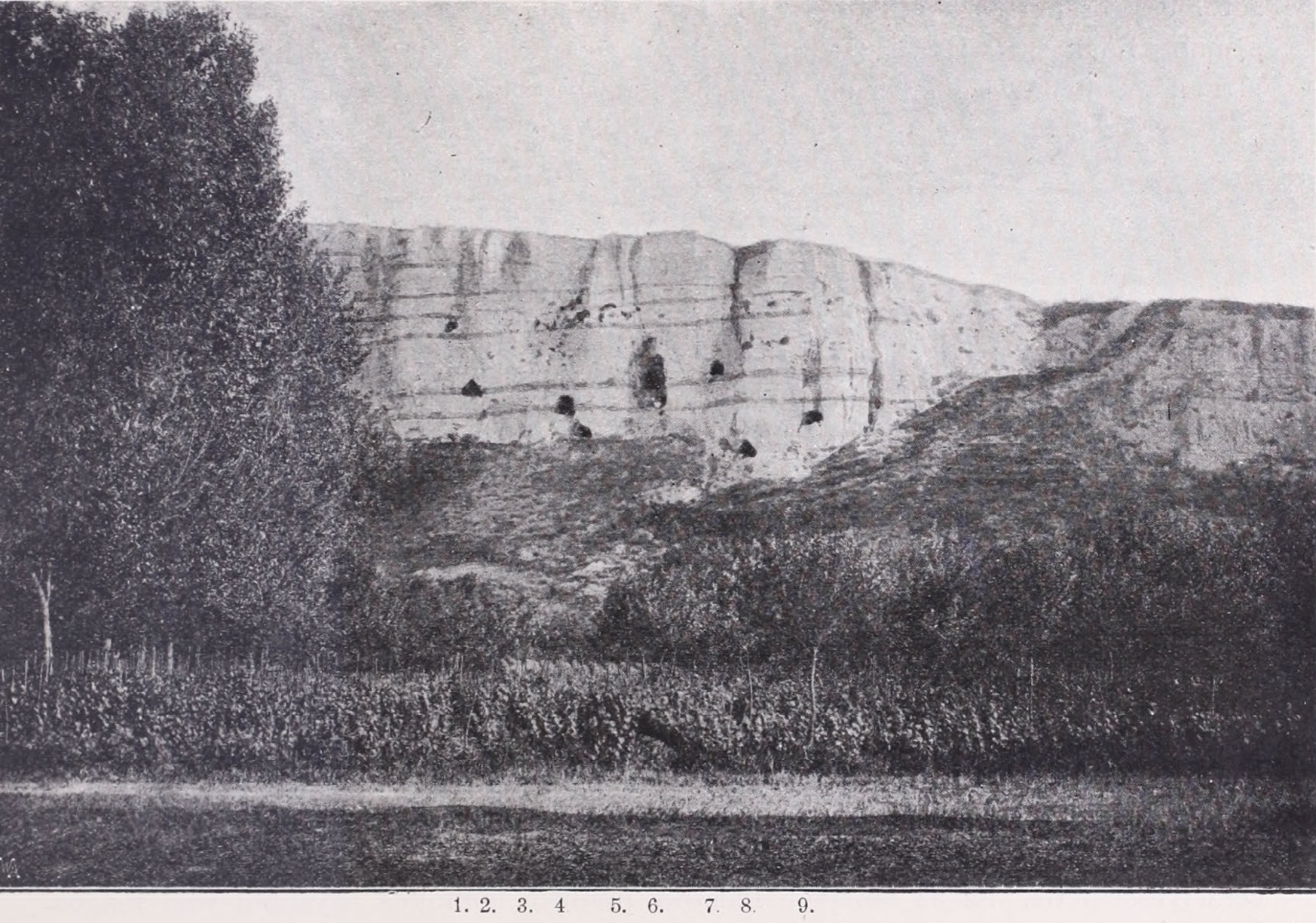
A Tatár-likak bejáratai (Jankó János 1902-ben publikált tanulmányának 3. ábrája)

A barlangok közül kettő (a 4. és 8. számú) a törmeléklejtő felső szélén nyílik, emiatt segédeszköz nélkül, könnyen beléjük lehet menni. Létrával és némi ügyességgel alulról el lehet érni a 3., 5., ebből a 6., és végül a 9. számú barlangot is. Ezt a hat üreget a nép jól ismeri, mert többször át lettek kutatva, de nem találtak bennük semmit. A hagyomány szerint a törökdúláskor a nép ezekbe menekült. Ez azonban nem igaz, mert ezek a barlangok nem tudtak védelmet nyújtani. Egyenként csak éppen akkorák az üregek, hogy egy-egy család tud elférni bennük. A többi három (1., 2. és 7. számú barlang) azonban érintetlen volt, emberemlékezet óta nem járt bennük senki, mert életveszélyes volt azokat megközelíteni. Erről a háromról a hagyomány még merészebb dolgokat állít: ezek tulajdonképpen a Tatárlikak. A nép ezekbe rejtette kincseit, mikor a tatár dúlta az országot. Emiatt a hiedelem miatt Jankó János úgy gondolta, hogy ezt a három barlangot át kell kutatnia.
Abban állapodtak meg Jankó Jánosék, hogy a partfal felső pereméről kötélen fognak leereszkedni mindhárom barlangba. Rosenberger halászbérlő gondoskodott a megfelelő emberekről és elég hosszú kötelekről. A leszállásra Jankó Jánoson kívül Soós Lajos költő is vállalkozott, ezért a munkát meg tudták osztani. Az első (legfelső) barlangot kicsinek találták. Ez az üreg csak 4 m hosszú, 1,5 m széles és 1,6 m magas, falai vakolatlanok, emberi nyom pedig nem volt benne. Aljzatát porhanyós fekete föld borította kb. fél méter vastagon. Ebben a földben sok apró (madár és menyét? stb.) csont közt egy sípnak fúrt szilvamagot, dióhéjdarabokat, széttépdelt szőrféléket és némi guanót láttak. A második barlang nagyobb, hossza 6 m, szélessége 2,5 m, magassága pedig 2,2 m. Keleti felében tűzhely, nyugati felében vakablakszerű mélyedések voltak. Hátsó fala simára vakolt, a mennyezet füstös. A barlang aljzatán 0,5 m vastag szalmaréteg felett 0,2 m vastag guanóréteg feküdt, melyben egy kerek ajtókötő gúzst találtak.

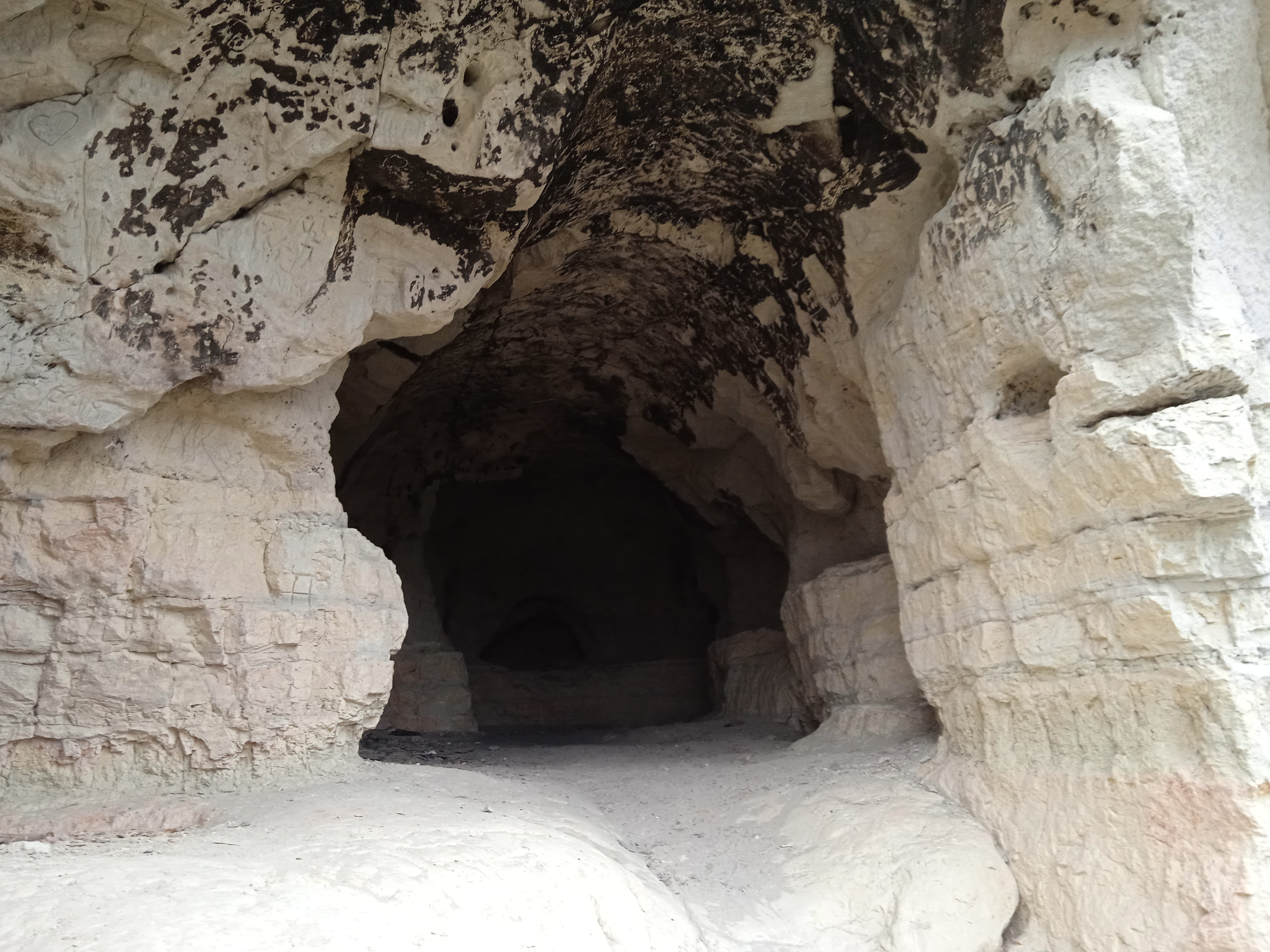
A 3. számú Tatár-lik belseje 2022-ben

A harmadik megvizsgált barlang (7. számú barlang) két egymásba nyíló helyiségből áll, a külső 6 m hosszú, a belső 5 m hosszú, 3,5 m széles, 2,2 m magas. A külső helyiség falai nagyon kormosak, az egyik oldalon nyitott tűzhely nyomai vannak. A tűzhely 1 m magas, 1,6 m hosszú és 0,45 m széles, tetejét pedig hamuval kevert porladék borítja. Déli falán az agyagba befaragva a következő betűket lehetett látni: Csi JA. A külső csarnokot a belsőtől egy oszlop és a ráhajló két boltív választja el. A belső csarnok füstmentes és új résznek, bővítésnek látszik. Leletek voltak benne: egy ék, egy fanyél, sok hal- és madárcsont, illetve néhány kis fahasáb. Ez volt a három barlang átkutatásának eredménye. Ezek tényleg ember által lakott helyek voltak és nem különböztek az alsó, napjainkig is könnyen megközelíthető barlangoktól.
A 7. számú barlang átvizsgálása különösen érdekes, mert a benne talált betűk sok mindent megmagyaráztak. Ha a környéken élőktől Jankó János a barlangokkal kapcsolatban általánosságokat kérdezett, akkor a helyiek képzelete a tatárokig elkalandozott, de amikor a betűket felolvasta nekik, akkor egyszerre rájöttek, hogy azok a kenesei Csiker János nevének kezdőbetűi. Rögtön emlékeztek arra is, hogy Csiker János a partfalban lakott, és most is ott lakna, ha – Jankó János ekkor arra gondolt, hogy Csiker János valószínűleg meghalt, de nem volt igaza – nem tömlőcben ülne. Most már említették a helyiek az alsó, jelenleg még megközelíthető barlangok lakóit is, akik innen közigazgatási úton lettek kiköltöztetve, mert az üregekben lakást a partfal folyamatos omlása életveszélyessé tette. Ez az omlás a Balaton pontusi homokos agyagból álló partfalain a tóvíz alámosása és elmarása miatt minden magas vízálláskor gyakran előforduló jelenség. Ha ezt a jelenséget a barlangok különböző szinteken elhelyezkedésével és azokkal a megfigyelésekkel, amiket a barlangoknál észleltek, összekapcsoljuk, akkor a Magos-partok barlangjainak története minden regényességét elvesztve, nagyon egyszerűen kibontakozik.

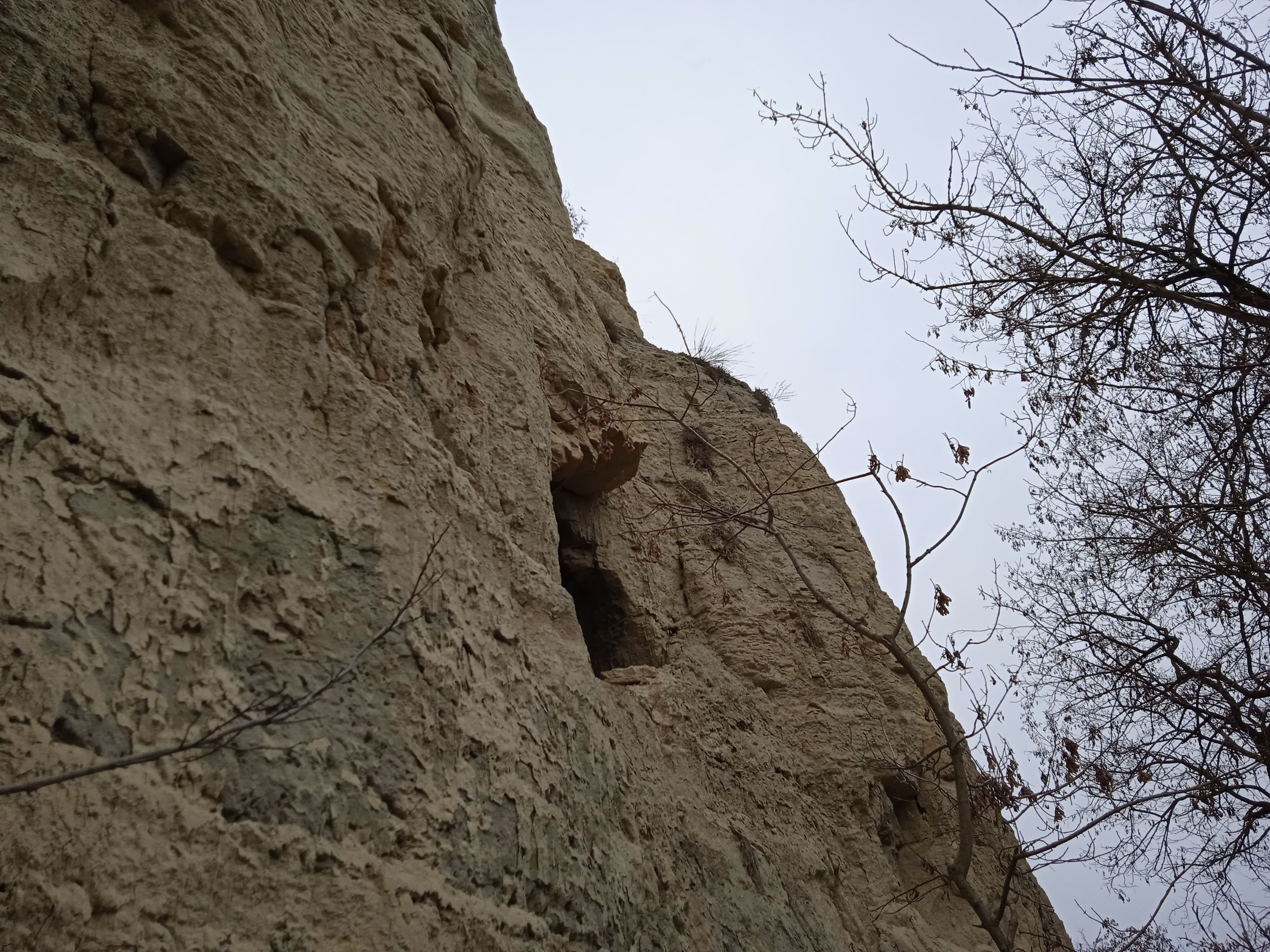
A 7. számú Tatár-lik bejárata 2022-ben

Biztos, hogy az 1., 2. és 7. számú barlangokba az emberek (férfiak, asszonyok és gyermekek) nem kötélen ereszkedtek le, illetve a 3., 5., 6. és 9. számúakba nem létrákon másztak fel, mint Jankó János. Ezeknek a barlangoknak nem volt titkos bejáratuk, mert arra utaló nyomokat nem láttak. Ezek az embereknek állandó lakhelyei csak úgy lehettek, ha normális úton vagy ösvényen hozzájuk lehetett jutni. Úgy tűnik, hogy az az omladékból keletkezett lejtő, mely jelenleg a legalsó barlangok bejáratát félig elfedi, régebben sokkal magasabb volt, és felért az 1. számú barlangig. Ekkor a jelenleg látható többi barlang még nem volt meg. Az 1. számú barlang a legrégibb. Ez az üreg régen minden bizonnyal nagyobb volt, mert napjainkban csak meghajolva lehet benne járni, de elülső, tágabb része leomlott, ezért csak az a hátulsó része maradt meg, melyet valószínűleg kamrának használtak.
Ezen a magassági szinten minden bizonnyal volt még néhány ilyen barlang, de mivel nem voltak olyan hosszúak, amekkora az 1. számú volt eredetileg, ezért a partfal leomlásakor teljesen elpusztultak. Az omladéklejtőt egy későbbi magas vízállás elhordta, majd a következő partfalomlás már sokkal magosabb partfalat hozott létre, melynek omladéklejtője mélyebben, a 2. számú barlang magassági szintjén végződött. Emiatt az 1. számú barlang bejárat nélkül maradt, az ember kiköltözött belőle, és madarak foglalták el tanyáját. A partlakó új barlangot ásott megint a törmeléklejtő felső peremén (most már a második magassági szinten). Ennek a magassági szintnek a barlangjaiból maradtak meg a 2., 5. és 7. számúak, mely utóbbinak Csiker János, tehát jelenleg is élő ember volt lakója. Ebből az állapítható meg, hogy az ezen a szinten lévő és a lejjebb található barlangok már ebben az emberöltőben készültek, ezért minden bizonnyal az 1. számú barlang sem idősebb két emberöltőnél.

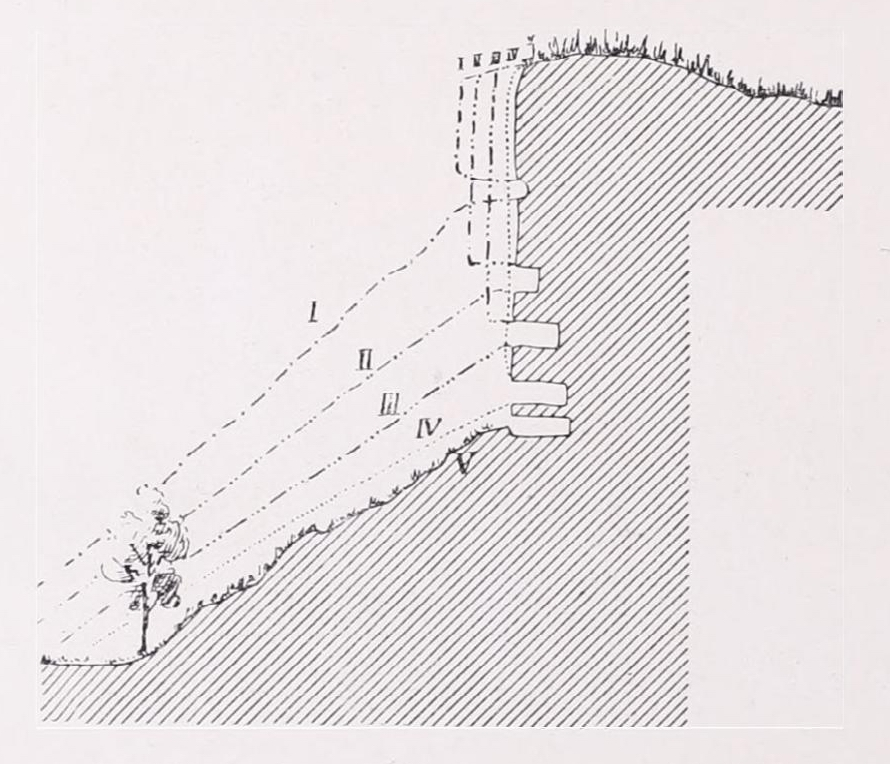
A balatonkenesei barlanglakások és az előttük lévő törmeléklejtők hosszmetszet rajza (Jankó János 1902-ben publikált tanulmányának 4. ábrája)

Nyilvánvaló, hogy egy újabb partfalcsuszamlás vitte lejjebb a törmeléklejtő felső peremét a harmadik magassági szintre, amelyben a 3. és 6. számú barlangok lettek ásva. Ugyanaz a csuszamlás tette járhatatlanná, emiatt lakatlanná a 2., 5. és 7. számú barlangokat. Így alakult ki a negyedik szint, melybe a 4. és 9. számú barlangokat ásták. Ennek a szintnek a vonala azonban csak a 9. számú barlangnál látszik, mert a 4. számú barlangnál az újabb partfalomlás felülről annyi törmeléket rántott le, hogy az a szintet feltöltötte és a barlangbejárat alsó felét betemette. A 8. számú (legalsó) barlang szintje is lejjebb volt, mint a fénykép mutatja, de a felülről jött partfalomlás ezt is feltöltötte. Ha egy emberöltőn keresztül ennyi partfalcsúszás és omlás történt, akkor könnyen érthető, hogy ezekben a barlanglakásokban veszélyes volt lakni, és teljesen megalapozott az a hatósági intézkedés, mely az üregekben lakókat innen kiköltöztette (4. ábra).
Barlangban lakni a kenesei szegénységnél régóta szokás volt. Barlanglakók Kenesén nemcsak a jelenlegi és az előző emberöltőben voltak, hanem már sokkal régebben is. A kenesei jegyzői hivatal irattára őriz egy 1676-ban írt jegyzőkönyvet, melyben említve van egy Tót nevű személy, aki partfalban lakott, meg egy Parrag nevű személy is, aki partfalban (vagyis barlangban) született. Ezek miatt a régi barlanglakások miatt érthető, hogy a közigazgatási hatalom ezeket a valóban életveszélyes barlangokat ugyan kiüríttethette, de a barlangban lakást nem tudta megszüntetni. Ha ugyanis a Tatár-likaktól kelet felé megyünk, és a településre a felső úton térünk vissza, mely közvetlenül a törmeléklejtő aljában húzódik, akkor az út bal oldalán egymás mellett megint található kilenc (újabb) barlang (5. ábra). Ezek már kevésbbé veszélyesek, mert felettük a törmeléklejtőt ültetvény köti meg, de azért a közigazgatás legújabban innen is kiköltöztette a lakókat, akik aztán ezeket a barlangjaikat egy ideig kamrának használták, később pedig teljesen elhagyták, és jelenleg már csak kettőnek van közülük ajtaja, az is bozóttal benőve.
Kenesén kívül még Alsóörsön maradtak meg máig nyomai a barlanglakásoknak, de az Alsóörsön lévő barlanglakások löszben vannak. Elmondható, hogy a Balaton vidékén a barlangban lakás már megszűnt, a barlangok még egy ideig megmaradnak, de a bennük lakást a hatóság többé nem engedi meg. A publikációban van olyan két fekete-fehér fénykép és egy rajz, melyek bemutatják a Tatár-likakat. Az első fényképen (3. ábra), mely távolról lett készítve, a meredek löszfal és az abban lévő 9 üreg bejárata látható. A fénykép alatt láthatók az üregek számai. A második fényképen (5. ábra) Balatonkenesén lévő, új készítésű barlanglakások figyelhetők meg. A rajzon (4. ábra) a 9 Tatár-lik hosszmetszet rajza és az előttük húzódó régi lejtők elhelyezkedése van ábrázolva.

### 1905-től

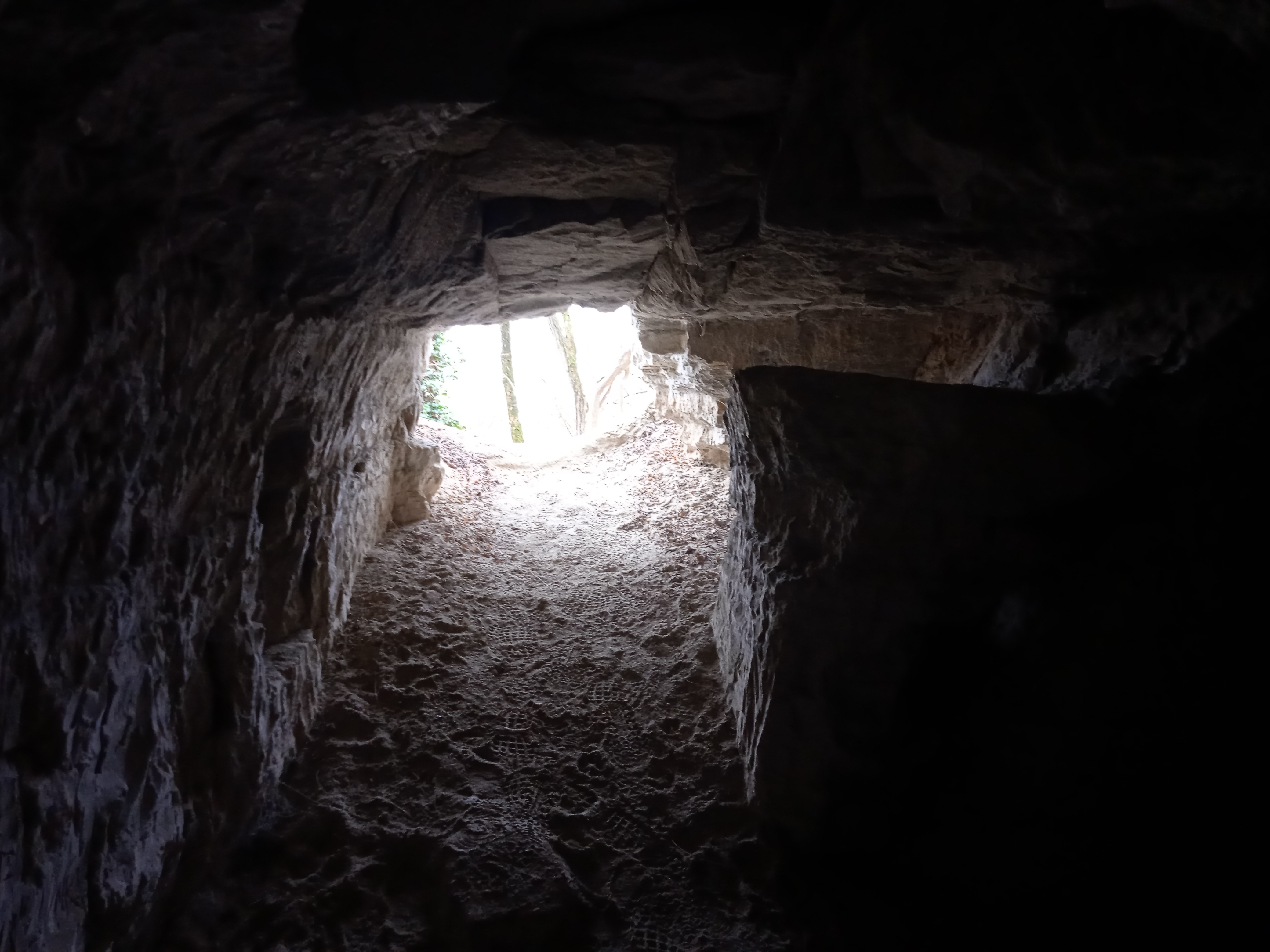
Kilátás a 9. számú Tatár-lik belsejéből a bejárat felé

A Turisták Lapja 1905. évi évfolyamában az lett publikálva, hogy a tatár lyukak környékén jól lehet látni a vízszintes rétegeket, amelyek lágy kőzetből állnak. Ezeket az üregeket ember vájta ki, mert a Balaton környékén élő nép regényes hajlamú.
A Czakó Gyula által írt, 1912-ben kiadott könyvben szó van arról, hogy a Balatonkenesén lévő partfő D-i függőleges oldalában vannak a Tatárlikak, melyek részben egymás mellett, részben egymás felett a Balatonra megdöbbentően tekintenek. A földi pince alakú üregek némelyikébe még jelenleg is fel lehet menni. Emberek laktak bennük, melynek jól látható nyomai az üregekben található vakablakok, ablakok, sütőkemencék, rudak és szögek helyei. A Balatonkenese levéltárában lévő, 1676-ban írt tanúvallatási kézirat szerint, amely határozási ügy miatt lett írva, nemes Ősi János azt mondta, hogy apjától és Parrag Imrétől azt hallotta, hogy apja és Parrag Imre a partban laktak. A kézirat szerint Tóth Mihály azt mondta, hogy apja (Tóth Mihály apja) a kenesei likakban született, majd egy másik tanú, nemes Vidi István hivatkozott saját mostohaapjára, aki nagyon öreg ember volt és 12 évig volt ott lakása. Nemes Parrag János említette még élő édesapját, hogy ő szintén sokáig lakott a kenesei partokban is. Az 1912-ben kiadott könyvben meg van említve az is, hogy a nép Tatárlikaknak nevezi ezeket az üregeket, melyek a faluban élők egy részének menedékül szolgáltak tatárjáráskor. Ez a történet azonban nem hiteles. A lyukak felett lévő part a Csattogó.
Az 1942. évi Barlangvilágban megjelent, Margittay Rikárd által írt dolgozat szerint a keleti Balatonfő barlangjai közül legnevezetesebbek a balatonkenesei tatárlikak. A Balaton partján Balatonkeneséről Balatonfűzfő felé haladva a műúton, a meredek partoldalban néhány barlang bejárata figyelhető meg. Részben egymás mellett, részben egymás felett 9 barlang van és az alsókba be lehet menni. Jankó János írta le őket részletesen 1902-ben kiadott munkájában, miután Soós Lajossal, akinek emlékobeliszkje ma éppen a barlangok felett áll a hegytetőn, ezeket a lyukakat 40 évvel ezelőtt alaposan átkutatta.

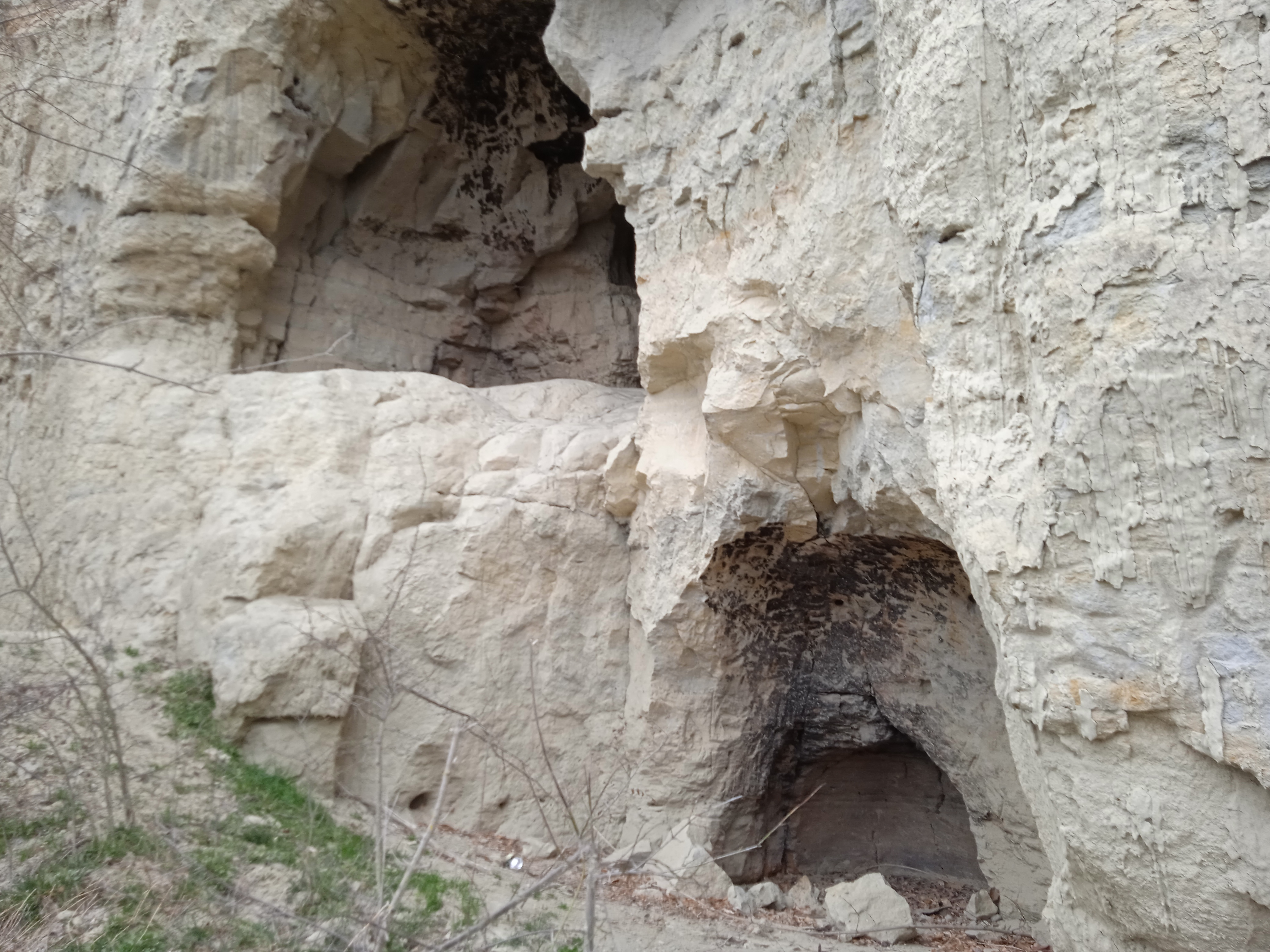
A 3. számú Tatár-lik (balra fent) és 4. számú Tatár-lik (jobbra lent) bejárata

Jankó János szerint nem valószínű, hogy a tatár, vagy török időkben a tatárlikakba menekült a lakosság, mert a barlangok ehhez nem elég tágak, de írott adatok vannak arról, hogy már 1676 óta egyes családok a lyukakban laktak. Kincskeresők hiába kutatnának bennük arany és ezüst előkerülésének reményében. Sok állatcsontmaradvány és emberi berendezések nyomai mutatják, hogy még 50–60 évvel ezelőtt is voltak lakóik. A partoldal legmagasabb részén elhelyezkedő lyukakat ma azért nem lehet megközelíteni, mert a lankás hegyoldal leomlott, besuvadt a vízmosás miatt és ezért az üregvájók mindig lejjebb és lejjebb voltak kénytelenek újabb üregeket létrehozni, ha bizonyos okból a faluban való tartózkodásukat nem találták megfelelőnek. A tatárlikakhoz hasonló lakás volt a balatonaligai völgy torkolatában lévő Simon-lik.
Az 1942-ben napvilágot látott, Balatonkenese című kiadványban az van írva, hogy Balatonkeneséről a posta mellett a tó partjára sétálva és a műúton haladva, amely lenn, a Balaton partján a szőlők alatt Balatonfűzfő felé vezet, azonnal feltűnnek a partoldalban lévő, Balatonra tekintő sötét barlangbejáratok. A szakirodalomban ezek Tatárlyukaknak, népiesen Tatárlikaknak vannak nevezve. A balatonkeneseiek Töröklikaknak nevezik ezeket a barlangokat. Az üregeknek helyet adó meredek fal magassága (felső peremétől az aljában található törmeléklejtőig) kb. 40 m. Ebben a falban a barlangok különböző magasságban helyezkednek el. Jankó János szerint a Balaton vidékén lévő troglodita lakások (barlangban lakó emberek lakása) legnevezetesebb előfordulási helye itt van. A balatonkenesei üregek néprajzi szempontból azért jelentősebbek a balatonaligai barlanglakásoknál, mert sok van belőlük. Összesen kilenc barlang van, amelyek öt különböző magassági szinten fekszenek.

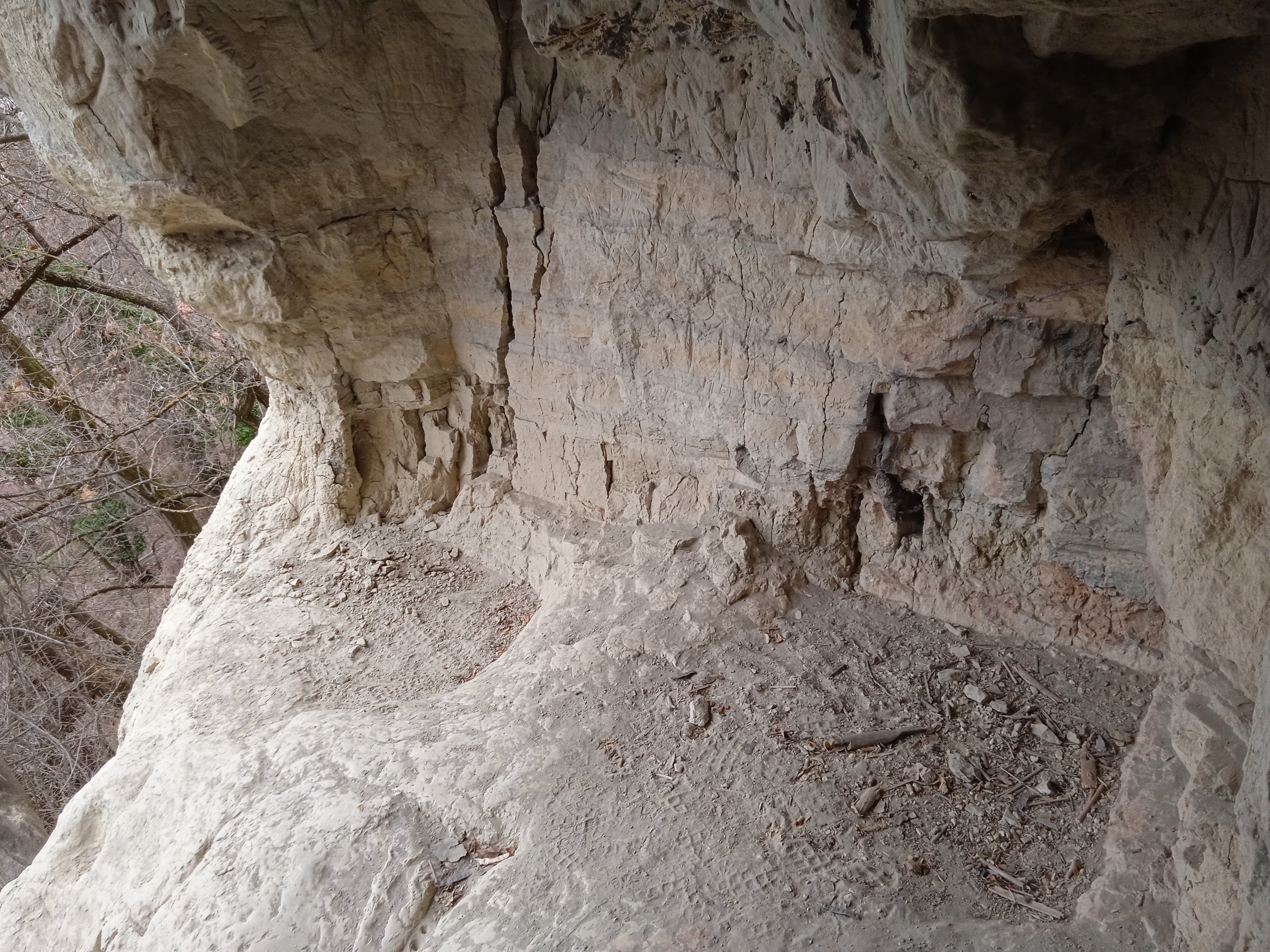
A 3. számú Tatár-lik bejárati része

Az első barlang a legfelső, melynek a partfal peremétől kb. 20 m-rel lejjebb van a bejárata. A 2., 5. és 7. számú üreg alacsonyabban lévő magassági szinten van. A harmadik szinten helyezkedik el a 3. és 6. számú, a negyediken a 4. és 9. számú, az ötödiken pedig a 8. számú barlang. A kilenc barlang közül a 4. és 8. számúak könnyen megközelíthetőek, mert a törmeléklejtő felső szélét érintik. A 3., 5., 6. és 9. számú barlangot csak létrán lehet megközelíteni. Az utóbbi hat barlangot a balatonkeneseiek nagyon ismerik. Az 1., 2. és 7. számú barlangot Jankó János és Soós Lajos kutatták át. Ők a Partfő pereméről kötél segítségével ereszkedtek le. A kiadványban közölve lett a Jankó János által 1902-ben publikált egyik fekete-fehér fénykép, amely a Balatonkenesén lévő meredek löszfalat és az abban lévő 9 üreg bejáratát szemlélteti. A fénykép alatt azonban nem láthatók az üregek számai.
A Balatoni Kurir 1942. július 23-ai számában meg van ismételve Margittay Rikárdnak az 1942. évi Barlangvilágban megjelent dolgozata. A Balatoni Kurir 1942. december 17-ei számában megjelent, Margittay Rikárd által írt cikkből megtudható, hogy a Balatonkenese melletti Tatárlikak mélyén is keresték az ottani lakosok a török világban állítólag odarejtett kincsek helyét, de eredménytelenül.
Az 1943. évi Barlangvilágban publikált, Cholnoky Jenő által írt tanulmányban az olvasható, hogy nemcsak löszbe, hanem más, erre alkalmas kőzetekbe is vájt az ember Magyarországon barlanglakást. A Dunántúlon nagyon alkalmas erre a pannóniai homok és agyag, bár ezek a rétegek nem mindenhol alkalmasak rá, csak ott, ahol homokos és agyagos rétegek váltakoznak úgy, hogy lehet üreget vájni a homokba, a mennyezet pedig agyagos rétegből állhat. Ilyen rétegekbe ásott barlanglakások láthatók Balatonkenesének a Balatonra néző, meredek, szakadékos falain.

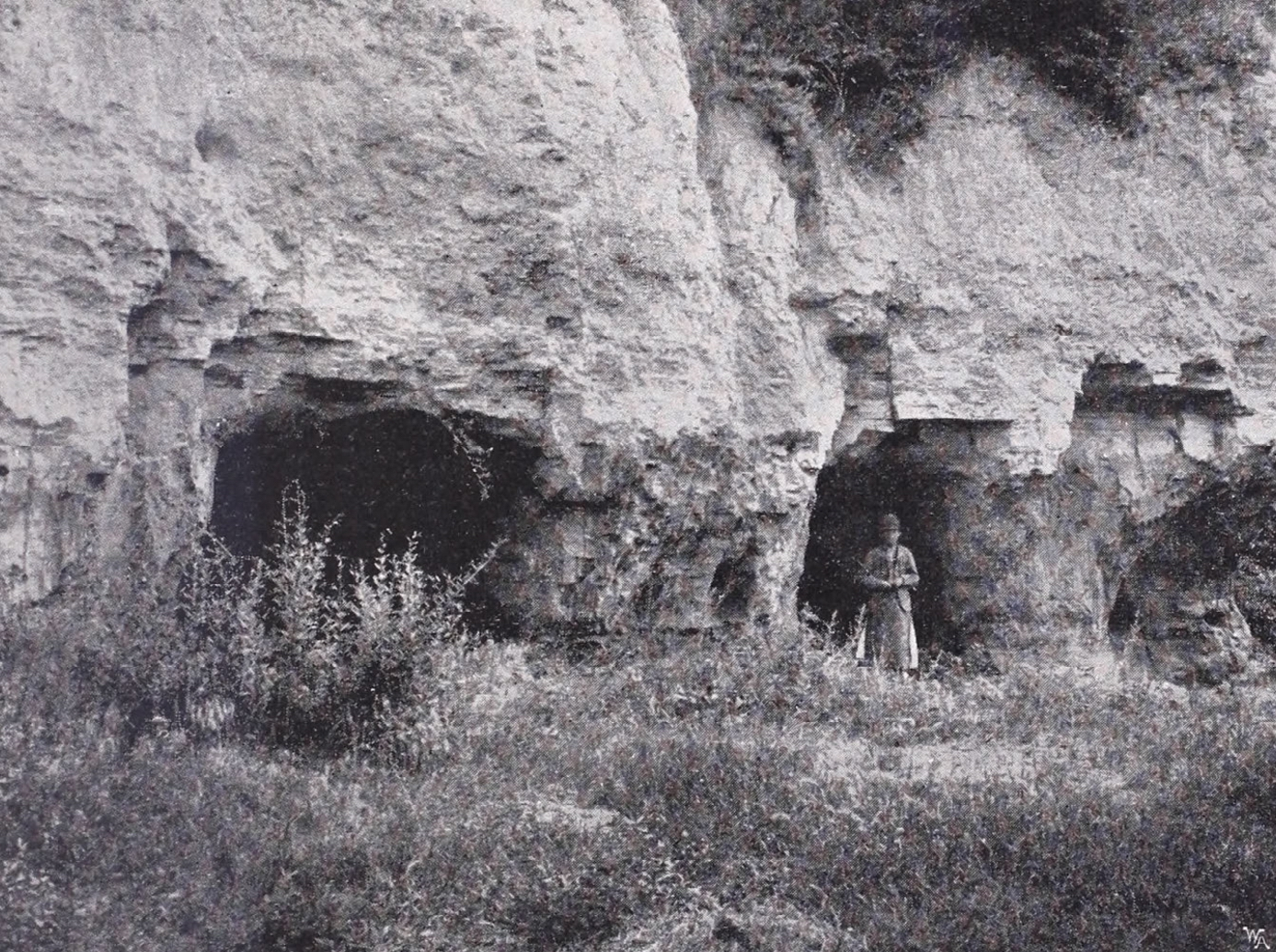
Balatonkenesén lévő új barlanglakások (Jankó János 1902-ben publikált tanulmányának 5. ábrája)

Az 1969-ben napvilágot látott, Magyarország régészeti topográfiája című könyvben az van írva, hogy a Tatárlikak a Balatonkenesétől Ny-ra elhelyezkedő Partfő meredek, kb. 40 m magas, löszös falában vannak. Az üregcsoport a 8/18. sz. lelőhely (barlang, Árpád-kortól (?) későközépkorig). Már Pesty Frigyes is említette az öt sorban egymás alá bevájt 9–10 barlangot. (Pesty Frigyes szerint emberek laktak az üregekben, melynek jól látható nyomai az üregekben található vakablakok, rudak, szegek helyei). Jankó János részletesen átkutatta a barlanglakásokat. Megállapította, hogy a partfal fokozatos omlása, mely jelenleg is tart, és a Balaton vizének eróziója okozta azt, hogy az üregek egymás felett fekszenek. A legfelső üregek készültek legkorábban, de szerinte a 19. században alakították ki azokat is. Mindenhol megfigyelt tüzelésnyomot, de az üregekből származó leleteket nem említett.
Dömötör Sándor szerint a helyiek a barlangokat Tatárlikaknak, Töröklikaknak nevezik, és a szájhagyomány szerint ide menekültek volna a hódoltság idején. A veszprémi káptalan Dömötör Sándor által ismertetett 1676. évi tanúvallatási jegyzőkönyve alapján 1676-ban már laktak benne. A Tatárlikak név mostanában már csak az irodalomban fordul elő. Györffy György arra következtetett a Hosszú-mező egy részét képező Görög-hegy név és a barlanglakások miatt, hogy ezek az itt, a veszprémi görög apácák hajdani birtokán lévő üregek remetebarlangok. Elképzelése a folyamatos omlások következtében nem bizonyítható helyszíni kutatással. Ezért a lelőhely csak feltételesen tartható Árpád-korinak, de a későbbi használat (nemcsak menekülőhelyként, melynek egyébként alkalmatlan) legalább a 17. századtól bizonyítható. A kiadványban van egy Balatonkenese térkép, amely szemlélteti a Tatárlikak földrajzi elhelyezkedését. A térképen 18-as számmal van jelölve a lelőhely.
Az 1976-ban befejezett, Magyarország barlangleltára című kéziratban az olvasható, hogy a Tatár-likak, más néven Tatárlikak, Töröklikak a Mezőföldön, Balatonkenesén helyezkednek el. Balatonkenese és Balatonfűzfő között, a balatonkenesei magaspartok oldalában van a 9 mesterséges lakóodú, amelyek pár méter hosszúak. A kézirat Tatár-likakra vonatkozó része egy publikáció alapján íródott.

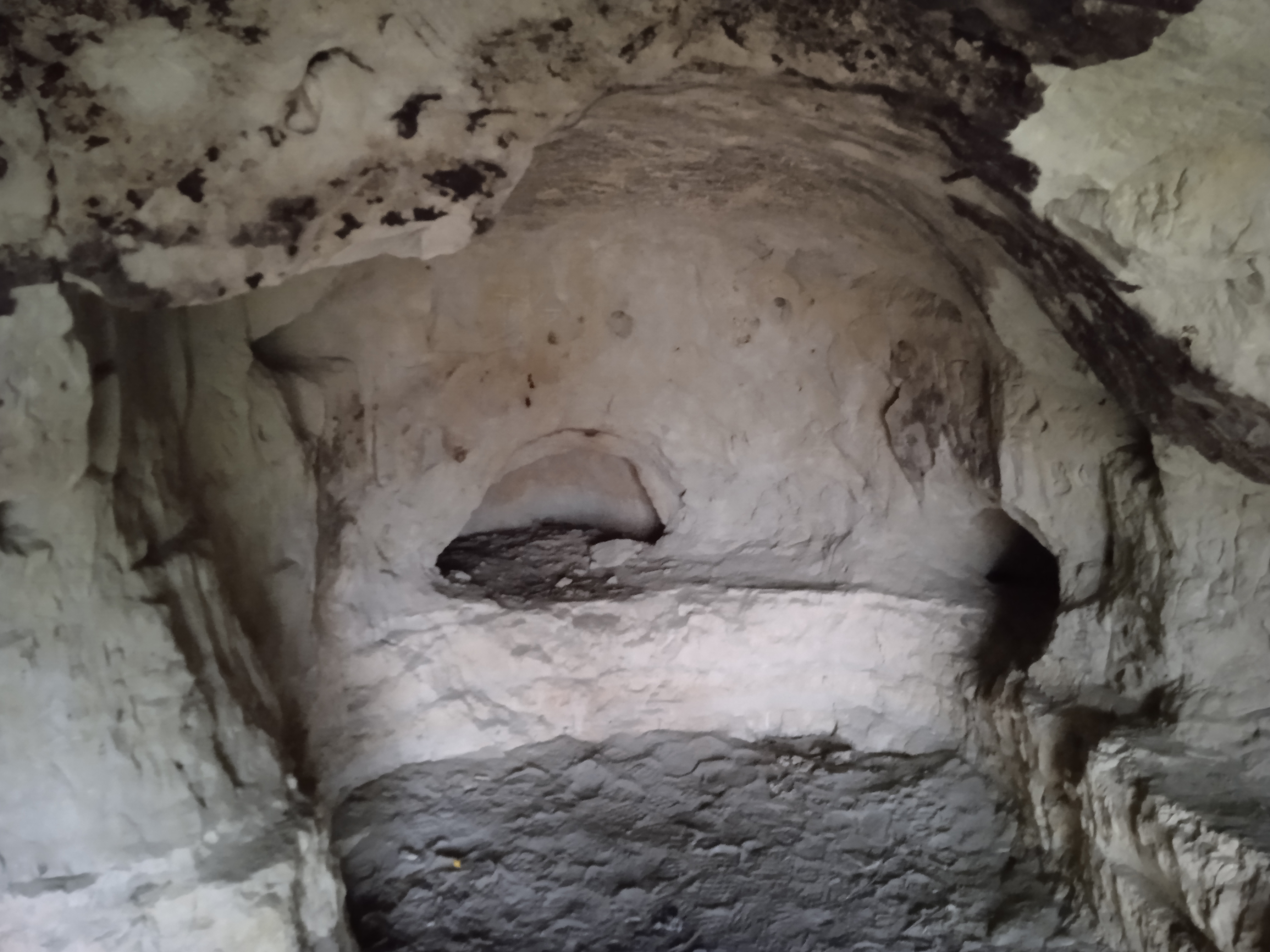
A 3. számú Tatár-lik belseje 2022-ben

A Bertalan Károly és Schőnviszky László által összeállított, 1976-ban megjelent Magyar barlangtani bibliográfia barlangnévmutatójában meg vannak említve az üregek két külön üregcsoportként. Az egyik, balatonkenesei üregcsoport Kenesei földbevájt lukak néven Tatár-likak és Török-likak névváltozatokkal szerepel az összeállításban. A barlangnévmutatóban meg van említve 1 irodalmi mű, amely foglalkozik ezzel az üregcsoporttal. A másik, Mezőföldön lévő, balatonkenesei üregcsoport Tatár-likak és Simonlik néven szerepel az összeállításban. A barlangnévmutatóban fel van sorolva 5 irodalmi mű, amelyek foglalkoznak ezekkel az üregekkel.
Az 1983-ban napvilágot látott és Mészáros Gyula által szerkesztett útikalauz szerint gyakoriak a Balaton-felvidéken a mesterséges üregek, melyeket sokan barlangoknak gondolnak. Ilyenek például a löszfalba vájt balatonkenesei Tatár-likak. Balatonkenesén a népi lakásépítészet sajátos emlékei a magas partoldalakba ásott, töröklikaknak nevezett barlanglakások, amelyek az elmúlt évszázadokban készültek.
Eszterhás István 1984-ben publikált összeállításában szerepelnek a Tatár-likak a tévesen barlangként is említett mesterséges üregek között. A lista szerint Balatonkenesén, löszfalban 13 sorszámozott Tatár-lik van. A Tatár-lik további elnevezései Balatonkenesei parti üreg, Kenesei földbevájt lyuk és Török-lik. Az 1 sz. Tatár-lik 2×4 m²-es és 2 méter magas. A 2 sz. Tatár-lik 8×2 m²-es és 2 méter magas. A 3 sz. Tatár-lik 4×2 m²-es és 2 méter magas. A többi 10 Tatár-liknak nincsenek megadva méretei. A 2001. november 12-én készült, Magyarország nemkarsztos barlangjainak irodalomjegyzéke című kézirat barlangnévmutatójában szerepelnek az üregek. A barlangnévmutatóban fel van sorolva 43 irodalmi mű, amelyek foglalkoznak a Tatár-likakkal. A 2013-ban publikált és Varga Gábor által írt tanulmányban a Veszprém megyében lévő Balatonkenesén elhelyezkedő és 7474 lelőhely-azonosítójú Tatár-likak a mesterséges üregként nyilvántartott régészeti lelőhelyek közé vannak sorolva.